# Межовик
Межовик — у слов'янській міфології дух-охоронець межі. Брат луговика, син польовика. Він такий же маленький, в одязі з трави, але не зелений, а чорний. Бігає по межі, охороняє її, також карає тих, хто порушує межу, переходить її незаконно. Так само, як і брат добуває їжу своєму батьку, встановлює і поправляє віжки, допомагає працьовитим господарям у полі. Але якщо знаходить сплячу на межі людину, то навалюється на неї, шию травою заплітає і душить.